# Харіма

34°42′55″ пн. ш. 134°52′5″ сх. д. / 34.71528° пн. ш. 134.86806° сх. д.
Харіма (яп. 播磨町) — містечко в Японії, в повіті Како префектури Хьоґо.